# أولاد علي بن ياسين (معتركة)
أولاد علي بن ياسين هي إحدى مشيخات المملكة المغربية، تتبع جغرافيا لإقليم فكيك وإداريًا لمعتركة. يقدر عدد سكانها بـ 957 نسمة حسب الإحصاء الرسمي للسكان والسكنى لسنة 2004.